# Adrian Piper
Adrian Margaret Smith Piper (20 de setembro de 1948) é uma artista conceitual e filósofa estadunidense. Seus trabalhos tratam de ostracismo, alteridade, transferência racial e racismo. Ela frequentou a School of Visual Arts, na Universidade de Nova York, e a Universidade de Harvard, onde se tornou doutora em 1981. Piper recebeu bolsas em artes visuais do National Endowment for the Arts (Investimento Nacional para as Artes) em 1979 e 1982 e uma Bolsa Guggenheim em 1989. Em 1987, tornou-se a primeira  afro-americana e professora universitária de filosofia a receber um tenure acadêmico do governo estadunidense. Em 2012, recebeu o Prêmio de Artista por Distinto Conjunto da Obra da College Art Association. Em 2015, ganhou o Leão de Ouro por melhor artista da Bienal de Veneza por sua participação na exposição central de Okwui Enwezor, "All the World's Future".

## Coleções internacionais (seleção)
- Museu de Arte Moderna, Nova York[6]
- Museu Solomon R. Guggeinheim, Nova York[7]
- Smithsonian of American Art, Washington D.C.[8]
- Museu de Arte Moderna de São Francisco, Califórnia[9]